# دانيل نارديلو
دانيل نارديلو (بالإنجليزية: Daniel Nardiello)‏ (22 أكتوبر 1982 بكوفنتري في المملكة المتحدة - ) هو لاعب كرة قدم بريطاني في مركز الهجوم. شارك مع منتخب ويلز لكرة القدم. أما مع النوادي، فقد لعب مع أولدهام أثلتيك وسوانزي سيتي وكوينز بارك رينجرز ومانشستر يونايتد ونادي بارنسلي ونادي بلاكبول ونادي بوري ونادي روذرهام يونايتد ووولفرهامبتون واندررز ونادي هارتلبول يونايتد ونادي إكزتر سيتي ونادي بليموث أرجايل.

## مسيرته الكروية
لعب دانيل نارديلو خلال مسيرته الاحترافية مع 12 ناديًا في ثلاثة وعشرون موسمًا وسجل خلالها 113 هدف ضمن 354 مباراة. ولم يفز بأي موسم بالكأس وفاز في موسم واحد بالدوري.
خاض دانيل نارديلو مسيرته مع نادي مانشستر يونايتد في موسم 2002–03 لمدة موسم واحد، لم يشارك في أي مباراة ولم يسجل أي هدف. ثم انتقل إلى نادي بارنسلي في موسم 2003–04 ليلعب معه خمسة مواسم، حيث شارك في 109 مباراة سجل خلالها 29 هدفًا. لينتقل بعدها إلى نادي هارتلبول يونايتد في موسم 2008–09 لمدة موسم واحد، مشاركًا في 12 مباراة سجل خلالها 3 أهداف. ثم انتقل إلى نادي أولدهام أثلتيك في موسم 2009–10 لمدة موسم واحد، مشاركًا في مباراتين ولم يسجل أي هدف. هذا وانتقل لاحقًا إلى نادي إكزتر سيتي في موسم 2010–11 ولمدة موسمين، مشاركًا في 66 مباراة سجل خلالها 19 هدفًا. ثم انتقل بعدها إلى نادي روذرهام يونايتد في موسم 2012–13 ولمدة موسمين، مشاركًا في 45 مباراة سجل خلالها 24 هدفًا. ليعود وينتقل من جديد، لكن هذه المرة إلى نادي بوري في موسم 2013–14 واستمر معه طيلة ثلاثة مواسم، مشاركًا في 66 مباراة سجل خلالها 25 هدفًا. لينتقل بعدها إلى نادي بليموث أرجايل في موسم 2015–16 لمدة موسم واحد، مشاركًا في 4 مباريات ولم يسجل أي هدف. ثم لعب في نادي بانغور سيتي في موسم 2016–17 ولمدة موسمين، مشاركًا في 32 مباراة سجل خلالها 13 هدفًا.

## وصلات خارجية
- دانيل نارديلو على موقع قاعدة بيانات كرة القدم.إي يو (الإنجليزية)
- دانيل نارديلو على موقع ناشيونال فوتبول تيمز (الإنجليزية)
- دانيل نارديلو على موقع Soccerbase.com (لاعب) (الإنجليزية)
- دانيل نارديلو على موقع عالم كرة القدم.نت (الإنجليزية)